# Санфре
Санфрѐ (на италиански и на пиемонтски: Sanfrè) е малко градче и община в Северна Италия, провинция Кунео, регион Пиемонт. Разположено е на 272 m надморска височина. Населението на общината е 2910 души (към 2010 г.).